# 土人形

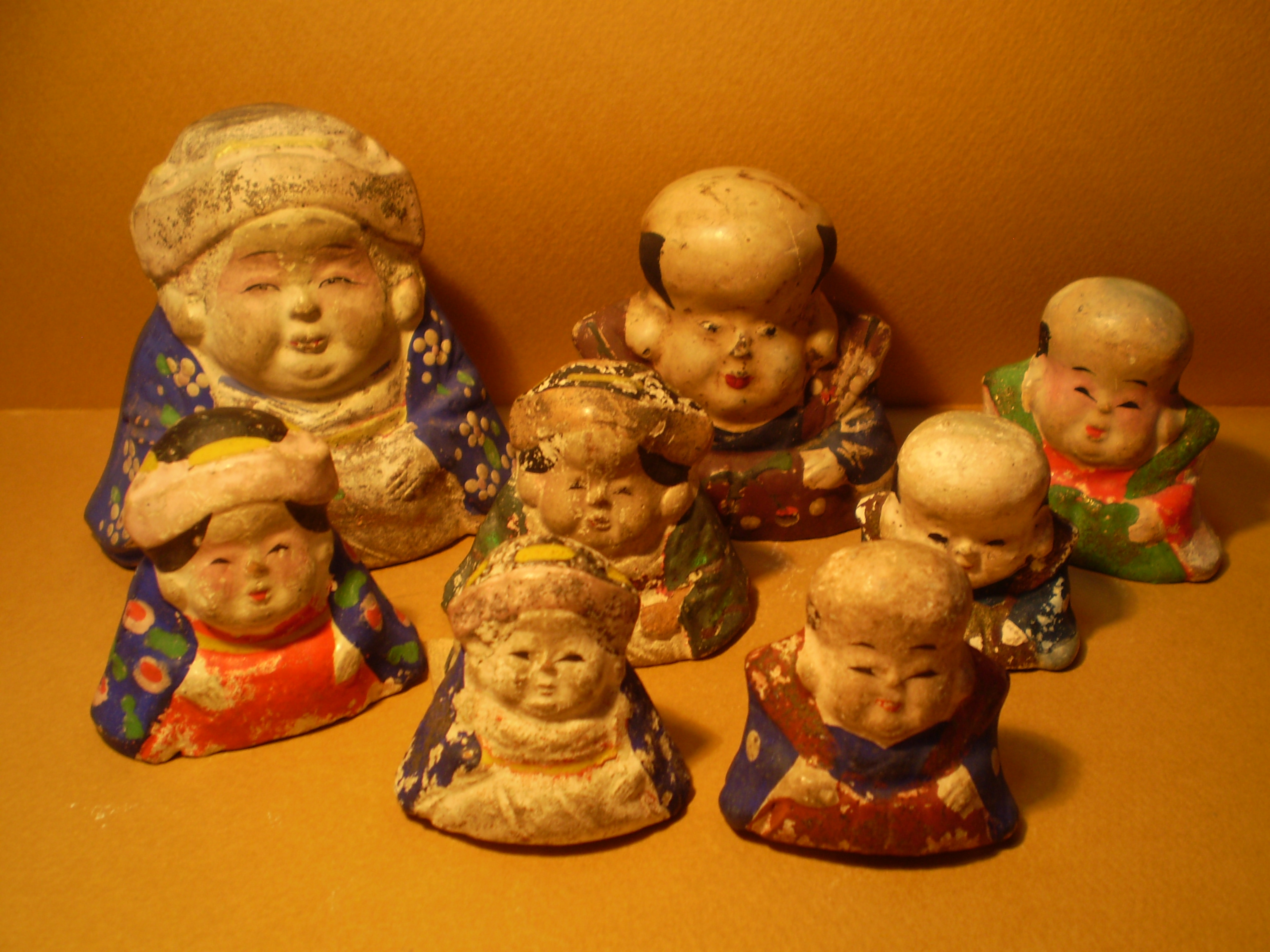
今戸人形

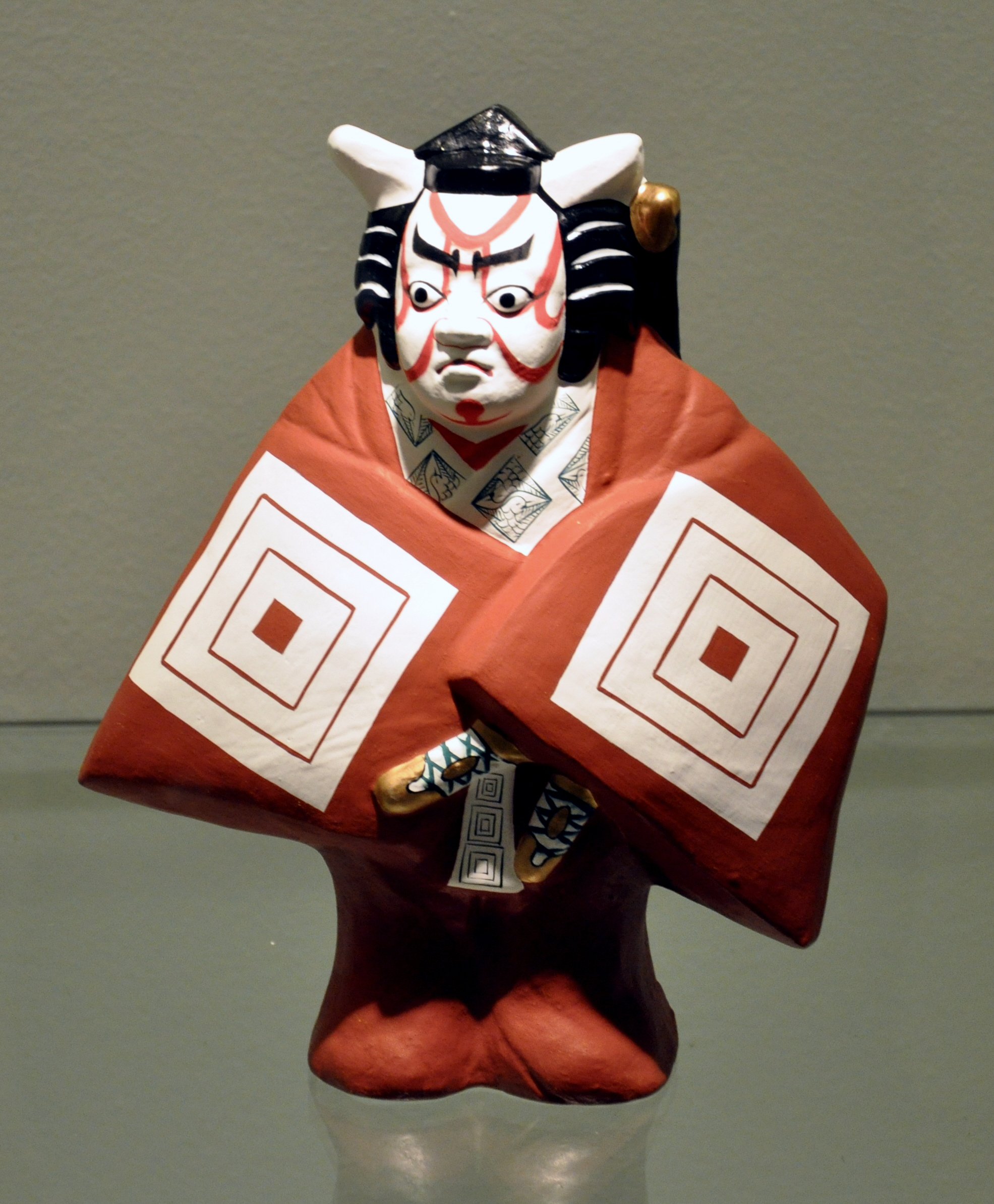
歌舞伎十八番の内『暫』の主人公「鎌倉権五郎」の伏見人形

土人形（つちにんぎょう）は日本古来の伝統工芸品の人形で、低火力の素焼きに胡粉をかけて泥絵具で彩色をした人形であり、素朴な味わいが多くの人々に愛されている。京都の「伏見人形」、福岡の博多人形が代表的な土人形である。他に郷土人形として、各地にも存在した。

## 歴史
土人形の最古の産地は深草とされており、ここで製作される伏見人形（稲荷人形）をもとに日本各地へ流伝したと考えられている。深草では平安時代以前より土器製作が始まっており、江戸時代までには人形類の製作が行われていた。土人形は粘土質の土と像をつくるための型があれば容易に製作することができた。
江戸時代には農家の収入を増やすため各地で生産が奨励された。大蔵永常の『広益国産考』は農業書であるが農家での土人形の製作を奨励している。
明治維新（1868年）後は新しい生活様式により衰退した。人形の内容が時勢にあわなくなった理由もある。1900年6月30日大阪府令第41号によると（有毒性着色料取締施行細則）及び同年8月に発令された内務省令により鉛を原料とした塗料の使用が禁止された。これは土人形の制作に重大な影響を与えた。
なお、彩色されない土人形もある。三猿とか、土面子（つちめんこ）などが熊本県木葉（このは）にある。

## 伏見人形

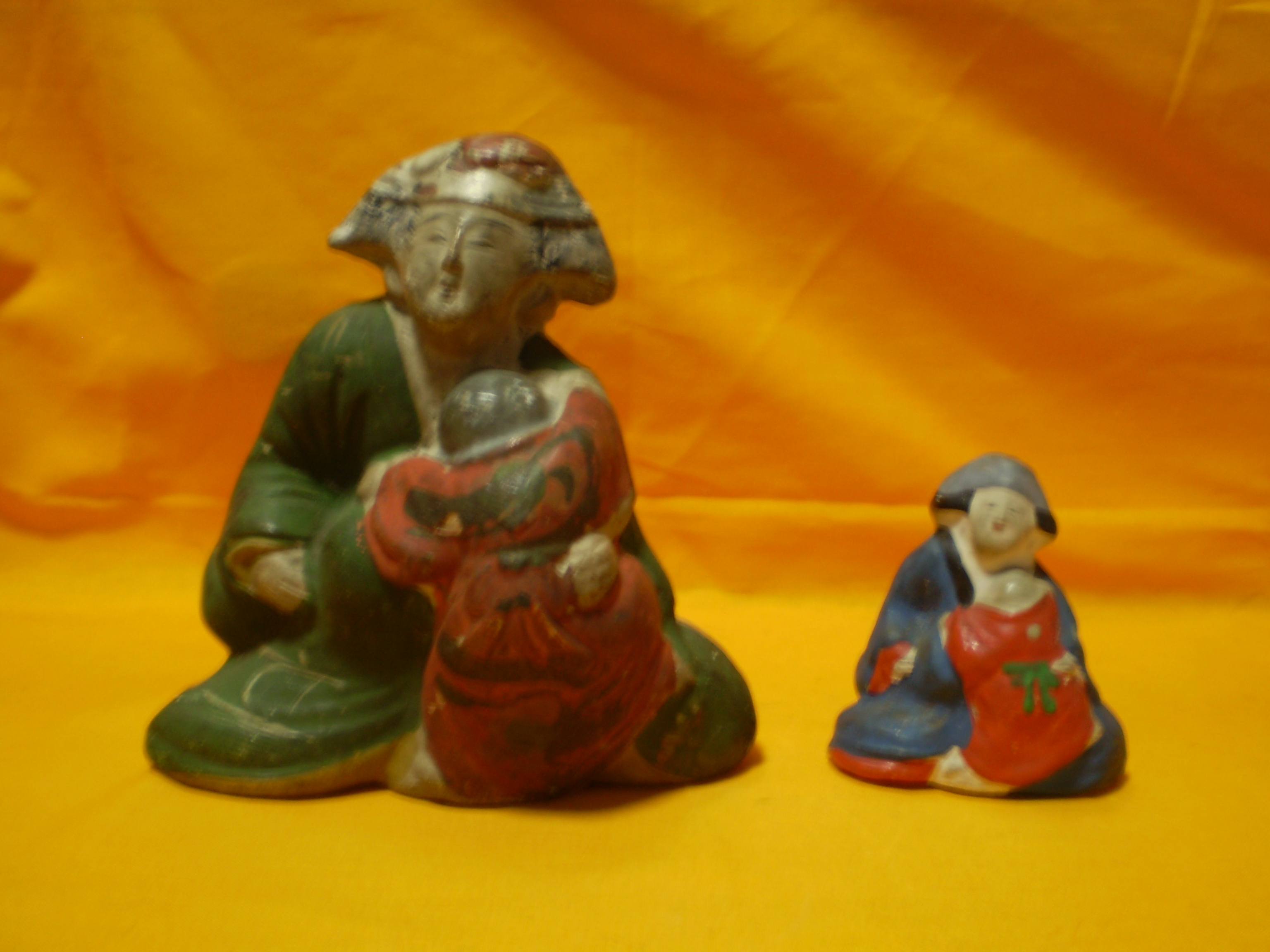
「子抱き」伏見人形（左）と今戸人形（右）

京都・深草の伏見稲荷大社周辺で焼かれる土人形。江戸時代後期に50～60あった窯元は一カ所に減ったが、現代でも製作されている。

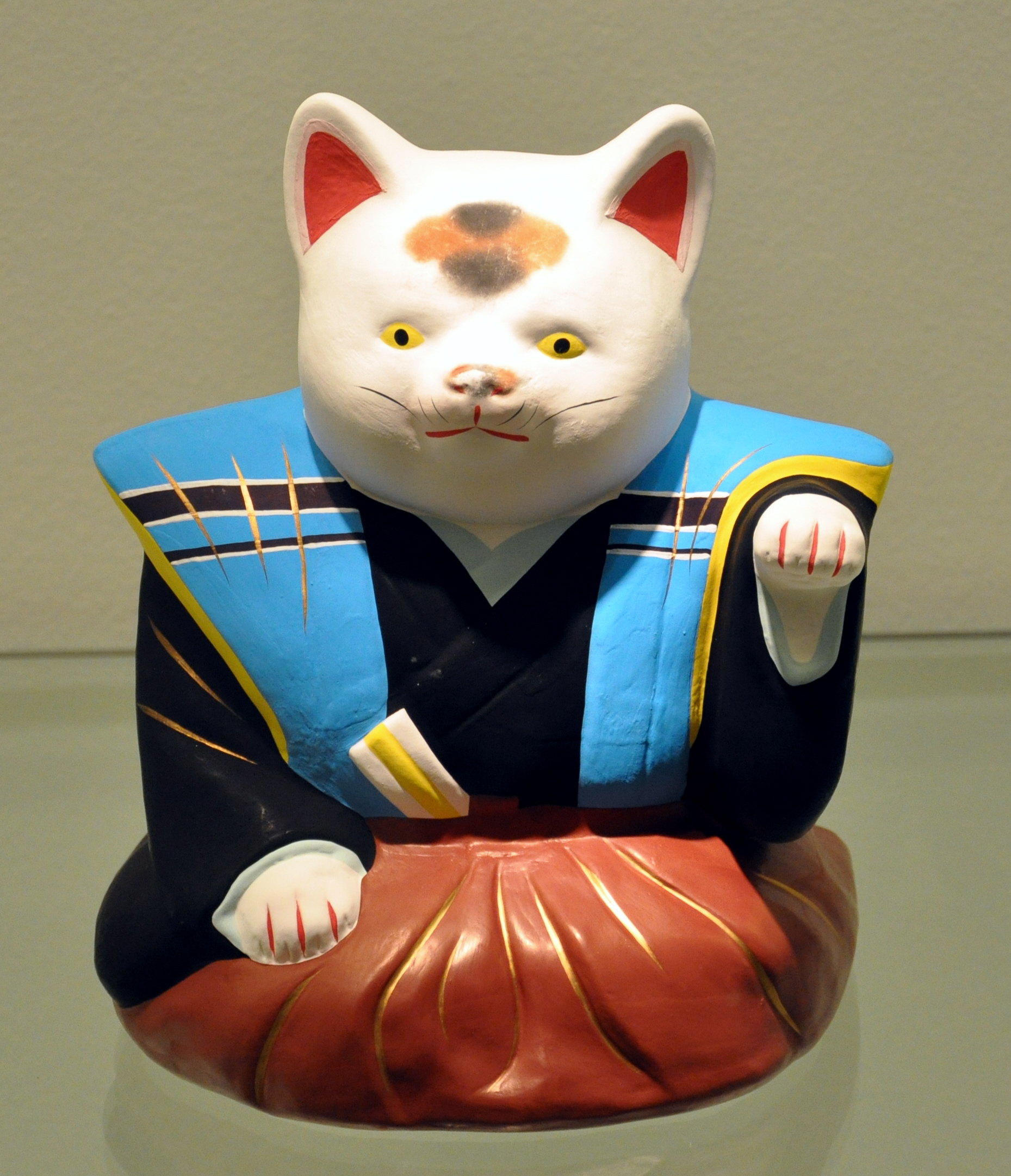
福助招き猫

伏見では粘土を産し、古くから土師器が焼かれていた。稲荷山の土に物を利する霊験があるとされ、乞うて持ち帰る風習があり、平安時代には周辺の住民がその土を丸めて粒に作り店に出して売るようになった。これを粒粒（つぼつぼ）と言った。何時の頃からか、中を空にした盆の様にした物を田豊（でんぽう）と称し、次第に器皿の形のものが作られるようになった。江戸時代に世の中が安定して京を経由する人の往来や伏見稲荷参詣が盛んになると、このほかに土鈴（どれい）をはじめ、牛・馬・鳥をかたどった土産物が焼かれるようになり、子供の玩具として喜ばれた。さらに、これらの土産物は稲荷神の使いとされる狐を中心とする動物や、金太郎など人物と様々に精巧な人形となって世に珍重されるようになった。往時、深草の西部に瓦焼き事業者の集積地があり、令和現在も工芸瓦工房が少し残る他、住居表示に名残をとどめるが、江戸時代に入り経済生活の安定や稲荷社信仰の発達から、稲荷社参詣の土産品の量産が必要とされ、瓦焼きの手法である“型”の使用が始まった。廃業した窯元が使っていた型が2000種程度、伏見人形づくりを続ける「丹嘉」に保管されている。
伏見人形は別名「稲荷人形」「深草人形」「伏見焼」「深草焼」「稲荷焼」とも呼ばれる。江戸時代、京都を経由する旅人や商人、西国大名の参勤交代行列により伏見人形は日本各地に伝わり、それぞれの土地の土人形・郷土玩具の原型となった。
伏見稲荷の南に当り良土を産する深草の地で、土師器の流れを伝え、建保2年（1214年）の『東北院職人歌合』にも詠まれたように“かわらけ”が造られていた。室町時代に入るとともに、それに加えて火鉢、小壷などの日用品や茶器なども併せ作られるようになった。

## 佐土原土人形
京都の伏見人形は全国に類型の土人形の原型となったが、宮崎県の佐土原には、江戸時代から佐土原土人形が製作されていた。佐土原初代領主は伏見で亡くなり、伏見には屋敷もあり京都との関係があった。しかし、それとは別に、佐土原土人形は朝鮮伝来説も強い。即ち島津が陶工を連れてきて、高麗町（コレマチ）に住まわせたとある。
- 記録されている最も古い佐土原人形：人形に墨書されたのがあり「寛政八年」（1796年）とある。
- 代表的な佐土原人形：饅頭食い人形は幼児が饅頭を割った両面を表しており、父母のどちらかが好きかと問われ、饅頭の両面の様に同じだと答えた、頓知のある子供に育ってほしいという人形である。
- 佐土原城蹟資料館（鶴松館）に資料が保存されているが、以前は佐土原地区公民館にあった。その基本になったものは、延岡市の小田省三医師（1985年逝去）が寄贈した257体の佐土原土人形である。これを青山幹雄が中心となり研究した。
- 縁起人形 35体
- 節句人形 雛人形武者人形 34体 わらべ人形 22体
- 風俗人形 伏見系 8体 博多系 29体 新派人形 14体
- 歌舞伎人形 146体（佐土原歌舞伎の影響

ある）
- - 仮名手本忠臣蔵 33体 本朝24孝 20体 一の谷ふたば軍記 19体 義経千本桜10体 寿三番叟 9体 新薄雪物語 7体 伽羅先代萩 6体 菅原伝授手習鑑 6体 奥州安達が原 5体 鬼一法眼三略巻 5体 鎌倉三代記 4体 蝶千鳥曽我物語 4体 など
- 他所人形 博多、伏見、他所 36体
  - 時代の流れをあらわすものとして軍人人形（大正時代）もあった。

### 佐土原土人形と博多人形の関係
1900年以降、鉛含有のため、使用禁止された丹の発色ができず、苦労があった。宮崎県の有吉知事の援助で6か月博多に学びに出掛けたが、土人形の博多人形化は無理ということがわかり、従来の佐土原人形を欲しがるものも多かったが、逆に博多人形を欲しがるものも出た。

## 各地の郷土人形

### 一覧
上記以外の人形の名前を記す。多くは土人形である。
- 堤人形
- 花巻人形
- 相良人形
- 寺沢人形
- 根子町人形
- 三春人形
- 八橋人形
- 伝角館人形
- 鶴岡人形
- 大宝寺人形
- 広田人形
- 広田系平田土人形
- 鵜渡川原人形
- 古製鶴岡人形
- 下小菅人形
- 気仙沼人形
- 花山人形
- 猪野沢人形
- 狐石人形
- 与六人形
- 鴻巣人形
- 今戸人形
- 下助淵人形
- 柏崎人形
- 栃尾人形
- 山口人形
- 三条人形
- 佐渡八幡人形
- 松本張子
- 金沢人形
- 富山土人形
- 大野人形
- 三国人形
- 武生人形
- 名古屋人形
- 犬山人形
- 高山人形
- 久保一色人形
- 大阪練人形
- 小幡人形
- 稲畑人形
- 下滝人形
- 葛畑人形
- 村岡人形
- 兵庫県西丹地方の人形
- 堀越人形
- 倉吉人形
- 御来屋人形
- 米子人
- 松江人形
- 宮の峡人形
- 三次十日市人形
- 上下人形
- 庄原人形
- 長浜人形
- 常石人形
- 十市人形
- 津屋崎人形
- 弓野人形
- 尾崎人形
- 天草人形
- 帖佐人形
- 垂水人形
- 東郷人形
- 宮之城人形
- 中野人形
- 立ケ花人形

| 種類           | 産地               | 形成時期             | 現存するかどうか |
| -------------- | ------------------ | -------------------- | ---------------- |
| 津屋崎         | 福岡県福津市       | 江戸時代             | 現存             |
| 博多           | 福岡県福岡市       | 江戸時代             | 現存             |
| 今宿           | 福岡県福岡市       | 不明もしくは明治以降 | 現存             |
| 赤坂           | 福岡県筑後市       | 不明もしくは明治以降 | 現存せず         |
| 白石           | 佐賀県みやき町     | 不明もしくは明治以降 | 現存せず         |
| 尾崎           | 佐賀県神埼市       | 江戸時代             | 現存             |
| 弓野           | 佐賀県武雄市       | 不明もしくは明治以降 | 現存             |
| 古賀           | 長崎県長崎市       | 江戸時代             | 現存             |
| 長崎           | 長崎県長崎市       | 不明もしくは明治以降 | 現存せず         |
| 木葉（このは） | 熊本県玉東町       | 江戸時代             | 現存             |
| 熊本           | 熊本県熊本市       | 不明もしくは明治以降 | 現存せず         |
| 天草           | 熊本県天草市       | 江戸時代             | 現存せず         |
| 四日市         | 大分県宇佐市       | 不明もしくは明治以降 | 現存せず         |
| 小畑           | 大分県日田市       | 不明もしくは明治以降 | 現存せず         |
| 一文           | 大分県大分市       | 不明もしくは明治以降 | 現存せず         |
| 佐土原         | 宮崎県宮崎市       | 江戸時代             | 現存             |
| 宮之城         | 鹿児島県さつま町   | 不明もしくは明治以降 | 現存せず         |
| 東郷           | 鹿児島県薩摩川内市 | 不明もしくは明治以降 | 現存せず         |
| 苗代川         | 鹿児島県日置市     | 江戸時代             | 現存せず         |
| 帖佐           | 鹿児島県姶良市     | 江戸時代             | 現存             |
| 日向山         | 鹿児島県姶良市     | 不明もしくは明治以降 | 現存せず         |
| 向花           | 鹿児島県霧島市     | 不明もしくは明治以降 | 現存せず         |
| 垂水           | 鹿児島県垂水市     | 不明もしくは明治以降 | 現存せず         |

## 資料館
- 土人形資料館：〒383-0012 長野県中野市中野1150 東山公園内
- 佐土原城跡歴史資料館鶴松館：〒880-0301 宮崎県宮崎市佐土原町上田島